# Konrad Hollenstein
Konrad Hollenstein (* 1971) ist ein deutscher Schauspieler und Buchautor.

## Bücher
- 2017: Sagar’un: Tales of a New World[1]

## Filmographie (Auswahl)
- 2012: Dreath Sidestories Underground (auch Drehbuch und Produktion)
- 2015: Caedes – Die Lichtung des Todes (Produktion)
- 2016: Die Rosenheim-Cops
- 2017: Sturm der Liebe
- 2017: Bierleichen. Ein Paschakrimi
- 2017: Der Alte
- 2017: Dahoam is Dahoam
- 2017: Haunted – Seelen ohne Frieden
- 2017: Schicksale – und plötzlich ist alles anders
- 2017: München Mord: Auf der Straße, nachts, allein
- 2017: Zwischen Himmel und Hölle
- 2017: Unter Verdacht: Die Guten und die Bösen
- 2017: Tatort: Der Tod ist unser ganzes Leben
- 2018: Um Himmels Willen
- 2018: Polizeiruf 110
- 2019: Endlich kapiert?!
- 2019: Mörderische Frauen – Die Todesengel von Stadion 3
- 2020: Tatort: Unklare Lage
- 2020: Nervensäge
- 2020: Der Beischläfer
- 2021: Kaiserschmarrndrama
- 2022: Nartai